# Ветзел (округ, Західна Вірджинія)
Шаблон:StateAbbr_ 39°37′ пн. ш. 80°38′ зх. д. / 39.61° пн. ш. 80.64° зх. д.
Округ  Ветзел (англ. Wetzel County) — округ (графство) у штаті  Західна Вірджинія, США. Ідентифікатор округу 54103.

## Історія
Округ утворений 1846 року.

## Демографія
За даними перепису 2000 року загальне населення округу становило 17693 осіб, зокрема міського населення було 8263, а сільського — 9430. Серед мешканців округу чоловіків було 8586, а жінок — 9107. В окрузі було 7164 домогосподарства, 5080 родин, які мешкали в 8313 будинках. Середній розмір родини становив 2,92.
Віковий розподіл населення поданий у таблиці:
| Стать    | До 15 років | 15-21 | 22-29 | 30-39 | 40-49 | 50-65 | 65-85 | Понад 85 |
| -------- | ----------- | ----- | ----- | ----- | ----- | ----- | ----- | -------- |
| Чоловіки | 1733        | 790   | 711   | 1148  | 1318  | 1666  | 1115  | 105      |
| Жінки    | 1669        | 727   | 752   | 1200  | 1381  | 1737  | 1384  | 257      |

## Суміжні округи
- Маршалл — північ
- Грін, Пенсільванія — північний схід
- Мононґалія — схід
- Меріон — схід
- Гаррісон — південний схід
- Доддридж — південь
- Тайлер — південний захід
- Монро, Огайо — захід

## Виноски
1. ↑  U.S. Decennial Census. United States Census Bureau. Архів оригіналу за 19 липня 2018. Процитовано 16 січня 2014.
2. ↑  Historical Census Browser. University of Virginia Library. Архів оригіналу за 11 серпня 2012. Процитовано 16 січня 2014.
3. ↑  Population of Counties by Decennial Census: 1900 to 1990. United States Census Bureau. Архів оригіналу за 3 червня 2013. Процитовано 16 січня 2014.
4. ↑  Census 2000 PHC-T-4. Ranking Tables for Counties: 1990 and 2000 (PDF). United States Census Bureau. Архів оригіналу (PDF) за 18 грудня 2014. Процитовано 16 січня 2014.
5. ↑  State & County QuickFacts. United States Census Bureau. Архів оригіналу за 24 лютого 2016. Процитовано 16 січня 2014.(англ.) Наведено за англійською вікіпедією.
6. ↑  American FactFinder. Бюро перепису населення США. Архів оригіналу за 26 лютого 2012. Процитовано 31 січня 2008.

| США | Це незавершена стаття з географії США. Ви можете допомогти проєкту, виправивши або дописавши її. |